# ボーカロイド歌謡祭
『ボーカロイド歌謡祭』（ボーカロイドかようさい）とは、フジテレビ系列で深夜に不定期放送されていたボーカロイド専門の音楽番組。

## 概要（背景・制作）
地上波での放送を行うフジテレビジョンとインターネット上で動画投稿サイトを運営するドワンゴおよびニワンゴが提携し、インターネットと地上波放送の連携を強化することを狙って制作された。フジテレビはこの番組が放送される前の2012年12月15日に、動画投稿サイト「niconico」内のニコニコチャンネルにて公式チャンネル「ふじてれびちゃんねる」を開設させ、インターネットと連携した企画を推進させている。その一部として制作された当番組は、動画投稿サイト「ニコニコ動画」（現在の「niconico」）を中心に発展してきたボーカロイドが企画面や制作面でのノウハウ・不特定多数に向けた大きな影響力を有するテレビという媒体を通しクローズアップされることにより、普段から親しみを持つ人に限らず、そうでない人もボーカロイドに触れられるような番組を目指している。制作者側はこのような配信媒体を超えた放送企画の実現に注力しており、番組を通じて今後デジタルコンテンツと実写映像との関係性が発展していく契機となることを見据えているという。
2013年4月6日に放送された第1弾は、『ボーカロイド歌謡祭2013（春）〜初音ミクから生まれた新たな音楽の世界〜』と題して、ボーカロイドの文化全般を取り上げた。番組では、ドワンゴが開発したバーチャルライブ技術を用いて、「初音ミク」、「GUMI」、「神威がくぽ」といったボーカロイドのキャラクターと実写を融合させ人と共演したライブ映像も制作された。尚、いずれのキャラクターもテレビ番組初出演となる。「がくっぽいど」はGACKTの声をもとに制作されたボーカロイドのキャラクターで、当番組のバーチャルライブではGACKT本人との初共演を果たした。番組の司会にはニッポン放送のアナウンサー・吉田尚記に加え、フジテレビのアナウンサーとして起用されているCGキャラクターの「杏梨ルネ」がアシスタントを務めた。この第1弾について制作側は「現在のボーカロイド音楽シーンをフジテレビ独自の視線で切り取った、地上波放送では初めてのボーカロイドに特化した1時間の音楽番組」としている（ただし、これより2年以上前の2011年にも、テレビ神奈川などで『VOCALO Revolution』というボーカロイドシーンを特集した1時間のテレビ番組が、これと似た「地上波初のボーカロイド番組」との触れ込みで放送されている）。第1弾は、テロップ表示が「VOCALOID」ではなく「VOCALOIDO」となっていたり、ボーカロイドの説明、ボーカロイドのキャラクターと人間を共演させたバーチャルライブの出来栄えなどに批判の声があったが、賛否含めネット上で大きな話題を呼んだ。
第1弾の放送後、視聴者から番組内容についての反響が大きかったことを受け、4月末に開催されたイベント「ニコニコ超会議」にてコラボレーション企画を開催させ、続いて第2弾となる番組の制作および放送が決定された。7月27日に放送された第2弾『ボーカロイド歌謡祭2013（夏）〜Voca CX Night〜』では、ボーカロイドの調教を行い、主に動画投稿サイトにて音楽活動を行っているボカロPを特集した。番組ではDJ'TEKINA//SOMETHING・かめりあ・きくお・八王子PなどといったボカロPらが出演を果たした。また、ボカロPがDJを務めたイベント「Voca Nico Night」を短縮した形で放送させた。制作者側としては、このように第1弾と違った切り口からボーカロイドを取り上げることで、フジテレビ自身の向上に期待していると述べた。司会は第1弾と同じく吉田尚記が担当。
2013年の秋や冬にも放送予定だったが、大人の事情で第2弾の2013年の夏の放送を最後に現在は放送されていない。

## 放送日
| 回数  | 放送日                  | 放送時間（JST） | 放送タイトル                                                          |
| ----- | ----------------------- | --------------- | --------------------------------------------------------------------- |
| 第1弾 | 2013年4月7日（日曜日）  | 2:10 - 3:10     | ボーカロイド歌謡祭2013（春） 〜初音ミクから生まれた新たな音楽の世界〜 |
| 第2弾 | 2013年7月28日（日曜日） | 2:58 - 3:58     | ボーカロイド歌謡祭2013（夏） 〜Voca CX Night〜                        |

## 出演者

### 司会
- 吉田尚記（ニッポン放送アナウンサー）
- 杏梨ルネ（フジテレビアナウンサー）

### 出演アーティスト
第1弾
- 初音ミク
- IA
- GUMI
- 神威がくぽ
- GACKT

第2弾
- 初音ミク[注 1]
- DJ'TEKINA//SOMETHING
- かめりあ
- きくお
- 八王子P

### セットリスト
第1弾
| 順番 | アーティスト     | 曲                     |
| ---- | ---------------- | ---------------------- |
| 1    | 初音ミク         | 39                     |
| 2    | IA               | チルドレンレコード     |
| 3    | GUMI             | セツナトリップ         |
| 4    | 神威がくぽ×GACKT | Episode.0 (神威がくぽ) |
| 5    | 初音ミク         | Tell Your World        |

第2弾
| 順番 | アーティスト                 | 曲                         |
| ---- | ---------------------------- | -------------------------- |
| 1    | DJ'TEKINA//SOMETHING         | ルカルカ★ナイトフィーバー  |
| 2    | DJ'TEKINA//SOMETHING         | ブラック★ロックシューター  |
| 3    | DJ'TEKINA//SOMETHING         | Lilly☆Nation               |
| 4    | かめりあ                     | システマティック・ラヴ     |
| 5    | かめりあ                     | baby maniacs（remix）      |
| 6    | きくお                       | 物をぱらぱら壊す           |
| 7    | きくお                       | 塵塵呪詛（LIVE MIX）       |
| 8    | きくお                       | ハレルヤ・スーパーアイドル |
| 9    | 八王子P                      | fake doll                  |
| 10   | 八王子P                      | electric love              |
| 11   | 八王子P                      | HORIZON                    |
| 12   | DJ'TEKINA//SOMETHING×八王子P | Dream Your Night           |

## スタッフ
- 編成企画：下川猛（フジテレビ）
- 構成：武洋行、水井心太
- ナレーション：やまだひさし、石本沙織（フジテレビアナウンサー）
- SW（スイッチャー）：本多晋
- TP（テクニカルプロデューサー）：泰明弘
- カメラ：大畑正人、木塚慶、若林茂人
- VE：今関亜衣
- VTR：稲見勝
- 照明：西村久幸
- 音響：佐々ふみ
- ARライブ：岩城進之介、廣瀬淳一、進藤哲郎、林正知、渡辺幸範、和田重久
- LED制作：八島伸行
- タイトルロゴ：福澤伸太郎
- 編集：井上三郎、中村豪
- MA：阿部祥高
- 音響効果：矢部公英（ふなや）
- 協力：クリプトン・フューチャー・メディア、SEGA、YAMAHA、nicofarre、JOYSOUND、dwango、niconico
- メイク：國沢雅子
- TK（タイムキーパー）：本田悦子
- AD（アシスタントディレクター）：角皆光治
- 制作進行：浅井良輔
- ディレクター：黒田源治、吉田陵
- プロデューサー：中垣佐知子
- 演出：岡本光弘
- 制作著作：フジテレビ